# Dhul-Nun al-Misri
Abu-l-Fayd Thawban ibn Ibrahim Dhu-n-Nun (àrab: أبو الفيض ثوبان بن إبراهيم ذو النون, Abū l-Fayḍ Ṯawbān b. Ibrāhīm Ḏū n-Nūn), més conegut com Dhu-n-Nun al-Misrí (àrab: ذو النون المصري, Ḏū n-Nūn al-Miṣrī) (Akhmim, 796 - Guiza, 859 o 862), va ser un místic i asceta egipci, i un dels primers musulmans d'Egipte. La seva nisba al-Misrí justament significa ‘l'Egipci’. Es diu que era d'ascendència núbia.
Es diu que Dhu-n-Nun va estudiar les disciplines escolàstiques de l'alquímia, la medicina i la filosofia grega en els seus primers anys, abans de posar-se sota la tutela del místic Sadun del Caire, que és descrit als relats tradicionals de la vida de Dhu-n-Nun com a «el seu mestre i director espiritual». Celebrat per la seva saviesa llegendària mentre vivia i pels pensadors islàmics posteriors, Dhu-n-Nun ha estat venerat a l'islam sunnita tradicional com un dels més grans sants de l'època primerenca del sufisme.

## Biografia
Dhu-n-Nun és un dels sants més destacats de la primera tradició islàmica, apareixent en els primers relats sobre el sufisme com la figura principal de la seva generació. Sovint representat com el mestre espiritual del mestre sufí Sahl at-Tustarí (c. 818 - 896), les hagiografies tradicionals relaten que aquest últim es va negar a participar en el discurs místic fins després de la mort de Dhu-n-Nun, en reconeixement del rang elevat de Dhu-n-Nun en saviesa i gnosi.
Com a un dels sants més destacats del primer sufisme, ocupa una posició a les cròniques sufís tan alta com Junayd al-Baghdadí (m. 910) i Abu-Yazid al-Bistamí (m. 874). Va estudiar amb diversos professors i va viatjar molt per l'Aràbia i Síria, on es va trobar amb eremites cristians. L'erudit musulmà i sufí Sahl at-Tustarí va ser un dels estudiants de Dhu-n-Nun. El 829 va ser detingut acusat d'heretgia i enviat a la presó a Bagdad, però després d'un examen va ser alliberat amb l'ordre del califa de tornar al Caire, on va morir el 859; la seva làpida s'ha conservat.
Alquimista i taumaturg llegendari, se suposa que coneixia el secret dels jeroglífics egipcis. Les seves dites i poemes, que són extremadament denses i riques en imatgeria mística, emfatitzen el coneixement o la gnosi (marifa) més que la por (makhafa) o l'amor (mahabba), les altres dues vies principals de realització espiritual en el sufisme. Cap de les seves obres escrites ha sobreviscut, però una extensa col·lecció de poemes, dites i aforismes que se li atribueixen continua vivint en la tradició oral.